# Demografia da Suécia
A Suécia atingiu os 10 milhões de habitantes, em 20 de janeiro de 2017, segundo o Instituto Nacional de Estatística da Suécia (SCB), sendo naquele ano o 91º país mais populoso do planeta.
Cerca de 85% da população vive em localidades com mais de 200 habitantes (tätorter), sendo as maiores cidades Estocolmo, Gotemburgo, Malmö e Uppsala.
A última grande onda de imigração foi a imigração de requerentes de asilo durante a crise de imigração europeia desde 2015, principalmente da Síria devido à guerra civil síria, mas também de muitos outros países como Iraque e Afeganistão com 162.877 requerentes de asilo em 2015 e números menores depois dela.

## Etnicidade
Além dos suecos, incluindo as minorias étnicas nacionais - Lapões (hoje em dia chamados Sámi), Fino-Suecos do Vale de Torne, Ciganos (hoje em dia designados de Rom), Judeus e Fino-Suecos (os Suecos de Língua finlandesa), vivem no país numerosos imigrantes, provenientes da Finlândia, Itália, Grécia, Turquia,Jugoslávia, Somália, Síria, Iraque, Irão, Afeganistão, Eritreia, etc.

## Língua
O sueco é desde julho de 2009 a língua oficial da Suécia, sendo falado pela maioria da população. As línguas lapônicas, finlandesa, iídiche, romani e meänkieli são oficiais em algumas regiões.

## Emigração
A emigração no século XIX a Suécia chegou a ter uma taxa de crescimento populacional de 1,2% ao ano, que lhe permitiu dobrar de população em 60 anos. Este fenômeno ocorreu antes da Revolução Industrial, e teve como consequência a pauperização da população rural, forçando muitos suecos a emigrar, principalmente para os Estados Unidos. Hoje, com o país bastante industrializado, a taxa de crescimento anual da população é de 1.2‰ ou 0,1% ao ano, e dá-se um fenômeno inverso, ou seja, há recebimento de imigrantes.

## Imigração
Em 2004 13,3% da população da Suécia tinha nascido no estrangeiro, um número bastante elevado. A sociedade sueca não teve tempo, ao contrário dos países que tradicionalmente recebem imigrantes, tais como os Estados Unidos e a Austrália, de adaptar suas leis e cultura para esta nova situação.
A imigração cresceu de modo marcante com a Segunda Guerra Mundial. Na época, 70 mil crianças foram evacuadas da Finlândia para a Suécia, fugindo do conflito. Deste total, 15 mil permaneceram no país.
Até 1973 a entrada de imigrantes como força de trabalho predominou, tendo seu ápice no final da década de 1960. O maior grupo de imigrantes era o dos vizinhos finlandeses, seguido de pessoas oriundas da antiga Iugoslávia.
A Suécia, por sua política acolhedora de estrangeiros, teve um aumento na imigração de refugiados e perseguidos políticos de países como o Irã, Vietnã, Chile (durante a ditadura de Augusto Pinochet), Hungria, e também de palestinos e curdos.
| País                          | 1900   | 1930   | 1960    | 1990    | 2000      | 2010      | 2020      |
| ----------------------------- | ------ | ------ | ------- | ------- | --------- | --------- | --------- |
| Síria                         | -      | -      | 6       | 5 874   | 14 162    | 20 758    | 193,594   |
| Iraque                        | -      | -      | 16      | 9 818   | 49 372    | 121 761   | 146,440   |
| Finlândia                     | 6 644  | 9 746  | 101 307 | 217 636 | 195 447   | 169 521   | 140,337   |
| Polônia                       | -      | 1 065  | 6 347   | 35 631  | 40 123    | 70 253    | 93,762    |
| Irã                           | 2      | 8      | 115     | 40 084  | 51 101    | 62 120    | 81,301    |
| Somália                       | -      | -      | -       | 1 441   | 13 082    | 37 846    | 70,184    |
| antiga Iugoslávia             | -      | 19     | 1 532   | 43 346  | 71 972    | 70 819    | 63,419    |
| Afeganistão                   | -      | -      | 17      | 534     | 4 287     | 14 420    | 60,858    |
| Bósnia e Herzegovina          | -      | -      | -       | -       | 51 526    | 56 183    | 60,161    |
| Turquia                       | 15     | 22     | 202     | 25 528  | 31 894    | 42 527    | 52,628    |
| Alemanha                      | 5 107  | 8 566  | 37 580  | 37 558  | 38 155    | 48 158    | 51,434    |
| Eritreia                      | -      | -      | -       | -       | 3 054     | 10 301    | 47,156    |
| Tailândia                     | -      | -      | 20      | 4 934   | 10 353    | 31 378    | 44,339    |
| Índia                         | 45     | 135    | 361     | 9 054   | 11 110    | 17 863    | 42,790    |
| Noruega                       | 7 978  | 14 731 | 37 253  | 52 744  | 42 464    | 43 480    | 41,062    |
| Dinamarca                     | 6 872  | 8 726  | 35 112  | 43 931  | 38 190    | 45 548    | 38,929    |
| China (sem incluir Hong Kong) | 34     | 201    | 520     | 3 896   | 8 150     | 23 998    | 36,023    |
| Romênia                       | 3      | 34     | 719     | 8 785   | 11 776    | 19 741    | 32,741    |
| Reino Unido                   | 779    | 1 270  | 2 738   | 11 378  | 14 602    | 20 839    | 31,035    |
| Líbano                        | -      | -      | 15      | 15 986  | 20 038    | 24 116    | 28,885    |
| Chile                         | 6      | 28     | 69      | 27 635  | 26 842    | 28 387    | 27,918    |
| Estados Unidos                | 5 130  | 8 852  | 10 874  | 13 001  | 14 413    | 17 179    | 23,290    |
| Russia                        | 1 506  | -      | -       | -       | 6 523     | 15 511    | 22,774    |
| Etiópia                       | 5      | -      | 59      | 10 027  | 11 907    | 13 822    | 22,125    |
| Paquistão                     | -      | -      | 11      | 2 291   | 3 100     | 10 265    | 21,172    |
| Vietnã                        | -      | -      | 1       | 6 265   | 10 898    | 14 584    | 21,126    |
| Grécia                        | 5      | 22     | 266     | 13 171  | 10 851    | 11 381    | 19,737    |
| Hungria                       | 50     | 108    | 8 544   | 15 045  | 14 127    | 15 339    | 16,480    |
| Lituânia                      | -      | 149    | -       | 233     | 785       | 6 735     | 15,917    |
| Sérvia                        | -      | -      | -       | -       | -         | 5 324     | 15,874    |
| Filipinas                     | -      | -      | 5       | 2 613   | 5 460     | 9 826     | 15,640    |
| Italia                        | 200    | 367    | 4 904   | 5 989   | 6 337     | 7 804     | 14,155    |
| Colômbia                      | -      | -      | 73      | 4 650   | 7 317     | 10 531    | 13,060    |
| Espanha                       | 30     | 64     | 867     | 4 917   | 5 079     | 6 763     | 12,930    |
| Holanda                       | 50     | 208    | 2 105   | 3 543   | 4 532     | 8 700     | 12,769    |
| Bangladesh                    | -      | -      | -       | 1 571   | 2 937     | 6 289     | 12,279    |
| Croácia                       | -      | -      | -       | -       | 5 229     | 6 277     | 12,207    |
| Ucrânia                       | -      | -      | -       | -       | 1 459     | 4 741     | 11,899    |
| Morrocos                      | -      | -      | 22      | 2 720   | 4 492     | 7 391     | 11,898    |
| França                        | 255    | 599    | 1 750   | 3 844   | 5 602     | 7 944     | 11,854    |
| Coreia do Sul                 | -      | -      | 47      | 8 205   | 9 170     | 10 398    | 11,719    |
| Kosovo                        | -      | -      | -       | -       | -         | 2 288     | 11,164    |
| Brasil                        | 41     | 92     | 175     | 2 118   | 3 496     | 6 005     | 10,725    |
| Total                         | 35,627 | 61,657 | 299,879 | 790,445 | 1,003,798 | 1,384,929 | 2,046,731 |